# Evangelischer Friedhof Mönchengladbach

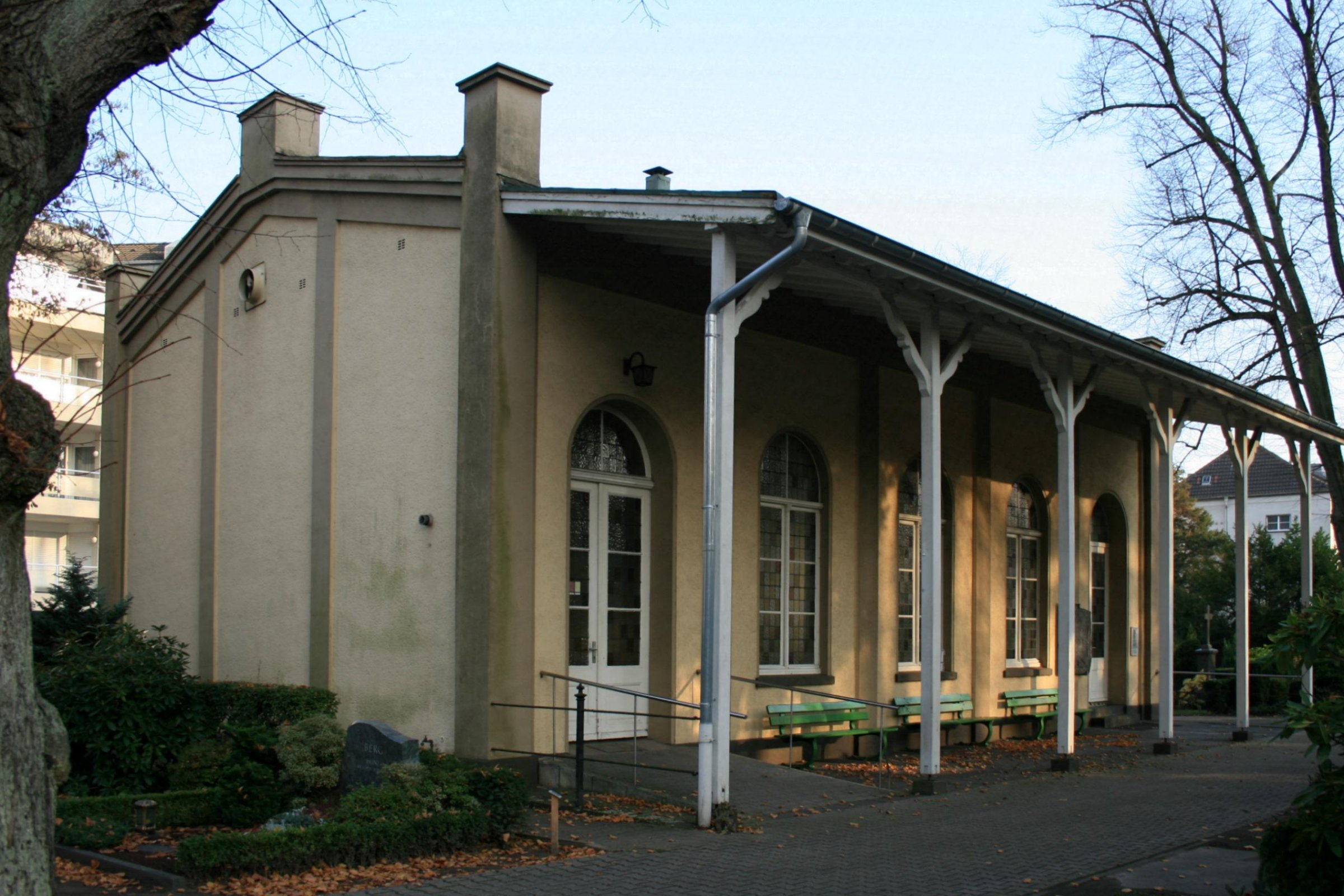
Friedhofskapelle (2010)

Der evangelische Friedhof am Wasserturm liegt in Mönchengladbach (Nordrhein-Westfalen), Viersener Straße 71.
Der 1610 angelegte Friedhof ist unter Nr. V 031 am 4. Mai 2011 in die Denkmalliste der Stadt Mönchengladbach eingetragen.

## Lage
Der Friedhof liegt außerhalb des mittelalterlichen Stadtkerns an der Viersener Straße. Er wird von der Viersener Straße, Lindenstraße und Klagenfurter Straße begrenzt. An seiner Südseite schließt das Gelände das Bethesda-Krankenhauses an. Die Gestaltung der heutigen Friedhofsanlage geht wesentlich auf die Mitte des 19. Jh. zurück. Der Hauptzugang liegt an der Viersener Straße 71.

## Geschichte
Mitte des 16. Jh. ließen sich Täufer (Mennoniten), Sakramentarier und Reformierte in Gladbach nieder. Vor dem Jahr 1610 bestand in Gladbach jedoch keine eigenständige reformierte Gemeinde mit eigenem Prediger. Die Reformierten in Gladbach, Dahlen und zunächst auch Rheydt bildeten das sog. Gladbacher Quartier, das um 1572 entstanden sein muss und dessen Leitung einem dem Presbyterium vergleichbaren Quartierskonsistorium oblag.
Die mennonitische Gemeinde in Gladbach und Rheydt entstand bereits in der Reformationszeit, war jedoch massiven staatlichen Verfolgungen ausgesetzt. Im Jahr 1537 wurde Veit Pilgrims festgenommen, gefoltert und schließlich am 26. Mai auf dem Scheiterhaufen in Gladbach verbrannt. Nach einem Dekret aus dem Jahr 1599 wurden sämtliche Täufer aus Gladbach vertrieben und deren Besitz beschlagnahmt, dennoch konnten sich die Mennoniten noch bis Mitte des 17. Jh. in Gladbach halten. Nach einem Ausweisungsdekret 1652 mussten die Mennoniten Gladbach jedoch dauerhaft verlassen. Viele siedelten sich in Dahlen und Rheydt an, wo sich eine neue eigenständige Gemeinde etablieren konnte. Im Jahr 1694 nutzten die Behörden jedoch einen Stadtbrand als Vorwand, um die Mennoniten auch aus Rheydt mit Gewalt zu vertreiben. Die Mennoniten waren meist Leinenweber und Kaufleute. Die Gemeinden in Gladbach und Rheydt sind der liberalen Gruppe der hochdeutschen Täufer zuzurechnen. Ein bekannter Prediger war Matthias Servaes von Ottenheim.
Mit dem Tod des kinderlosen Herzogs Johann Wilhelm erlosch 1609 das Geschlecht der katholischen Herzöge von Jülich-Kleve-Berg und die erste Phase der Gegenreformation endete. Als Erben setzten sich die lutherischen Fürstenhäuser Brandenburg und Pfalz-Neuburg durch, die ihren Untertanen Glaubens- und Gewissensfreiheit einräumten. So entstand 1610 die erste reformierte Gemeinde, deren Prediger der aus Hamm nach Gladbach kommende Henricus Wullius war. Er legte zwar ein Kirchenbuch für Taufen, Trauungen und für die Ablegung des Glaubensbekenntnisses an. Beerdigungen wurden jedoch noch nicht verzeichnet.
Gemeinsam mit den Mennoniten legten die Reformierten um 1611/12 am Hondtsberg (Fliescherberg) einen newen Kirchhoff an. Bereits 1636 machte sich eine Erweiterung notwendig, hierzu verkauften der Gladbacher Kaufmann und Mennonit Henrich und seine Frau Treintgen Hanssen Flächen an die reformierte und mennonitische Gemeinde. Bis 1854 fanden am Fliescherberg Bestattungen statt. Der Übertritt des Pfalzgrafen Wolfgang Wilhelm 1614 vom Luthertum zum Katholizismus leitete eine zweite Phase der Gegenreformation ein, mit Auswirkungen auf die Reformierten in Gladbach. Über 50 Jahre wurde ihnen die Ausübung des Gottesdienstes verboten; sie mussten zur Predigt nach Rheydt gehen. Erst 1672 kehrte durch den brandenburgisch-pfälzischen Religionsvergleich wieder Ruhe ein, die Ausübung des reformierten Bekenntnisses wurde erneut erlaubt. So baten die Reformierten den Stadtrat 1675 um die Erlaubnis zum Bau einer Kirche innerhalb der Stadt, was dieser allerdings ablehnte. Nach seiner Wahl begann der aus dem Siegerland stammende Prediger Peter Herminghausen (1658–1749) mit dem Bau eines Predigthauses neben dem Friedhof am Hondtsberg – etwa im Bereich des heutigen Hauses Erholung bzw. des Alten Hauses Zoar.
Die Kirche wurde 1684 in Nutzung genommen. Offen bleibt die Frage, wo Reformierte und Täufer vor dem Jahre 1610/11 bestattet wurden, zumal für das Jahr 1612 aus einem Konsistorialprotokoll belegt ist, dass Bestattungen am Hondtsberg auf dem sog. newen Kirchhoff erfolgten. Da Bestattungen innerhalb der von der Benediktinerabtei geprägten Stadt wenig realistisch erscheinen, spricht einiges dafür, dass es auch einen älteren Friedhof gegeben haben muss. Dieser hat eventuell auf dem Grundstück zwischen der heutigen Lindenstraße und Viersener Straße gelegen und scheint 1854 für eine wieder aufgenommene Nutzung reaktiviert worden zu sein. Diese Sichtweise entspricht auch der Überlieferung und wird durch ein Vermessungsbuch der Jahre 1730–40 gestützt. Auch spricht eine Eintragung des Jahres 1666 in Gladbacher Erbbüchern von einem Calviner Friedhofsgrundstück vor der Marder Pfortzen (Vierscher Tor oder Viersener Tor). Demnach reicht die Geschichte des Friedhofs an der Viersener Straße eventuell bis in die Reformationszeit zurück.
Als am 28. Oktober 1852 die Christuskirche am Kapuzinerplatz in Nutzung genommen wurde, gab die reformierte Gemeinde die baufällige alte Kirche am Fliescherberg auf. Gemeinsam mit dem Kirchengebäude wurde auch bald der Friedhof aufgegeben, denn schon 1853 trat eine Kommission zusammen, die die Felder von Johann Meyer, Thomas Herfs und den Erben des Konrad Kauertz an der Viersener Straße ankaufte. Sie wurden mit einer massiven Mauer umgeben und waren durch ein Eisentor verschließbar. Am 11. Oktober 1854 genehmigten die Königliche Regierung in Düsseldorf und am 7. November 1854 die Stadt das Vorhaben. Am 15. November 1854 erfolgte die erste Bestattung, es war die Ehefrau des Präsidenten der Gladbacher Handelskammer und Stadtrats Johann Peter Boelling. Eine erste Erweiterung um 3,5 Morgen erfolgte 1863 durch Flächenankauf im Wert von 1.800 Talern. Um 1867 wurde ein neues Leichenhaus und eine Predigthalle – heute Friedhofskapelle genannt – errichtet.
Nach dem Deutsch-Französischen Krieg stellte man 1872 einen Obelisken als Ehrenmal auf. Die Flächenreserven schrumpften, sodass 1883 gegen den erklärten behördlichen Willen Planungen für eine zweite Erweiterung aufgenommen wurden. Am 8. Juli 1887 genehmigte die Düsseldorfer Regierung die erneute Friedhofserweiterung. Am 25. August 1888 erfolgte ein dritter Flächenankauf an der Klagenfurter Straße. Die ministerielle Genehmigung ließ bis 1903 auf sich warten, dennoch wurde bereits vorher auf der Fläche bestattet. Die letzte Erweiterung im Jahr 1907 wurde mit dem Bau einer aus Ziegelsteinen gesetzten Begrenzungsmauer abgeschlossen, die handwerkliche Qualität und hohen Gestaltungsanspruch erkennen lässt. Die Größe des Friedhofs beträgt nun etwa 4.100 Quadratmeter.
Im Zweiten Weltkrieg wurde die Stadt am 19./20. September 1944 bombardiert, was zu erheblichen Zerstörungen an Leichenhaus und Predigthalle führte. Der Grad der Zerstörung der Predigthalle ist allerdings umstritten. Das Dach soll zerstört worden sein, während nur die Außenmauern stehen blieben. In den Jahren 1951/52 entstanden Leichenhaus, Gärtnerei, Treibhaus, Schuppen und WC-Anlage neu, die Kapelle wurde wiederaufgebaut. 2004 wurde das 150-jährige Jubiläum des Friedhofs begangen.

## Architektur
Der Friedhof wird durch ein orthogonales Wegesystem erschlossen. Zwischen den Wegen liegen vorwiegend rechtwinklige Begräbnisfelder. In zwei markanten Kreuzungspunkten der Hauptwege stehen Einzeldenkmale: Ein 1872 aufgestellter Obelisk als Ehrenmal für die im Krieg 1870/71 gefallenen Gladbacher Soldaten und ein Christusdenkmal auf monumentaler Basis. Vier weitere Rondelle im westlichen jüngeren Teil des Friedhofs sind bepflanzt. Ein alter Baumbestand verleiht der Anlage einen hohen malerischen Reiz. Eine aus Ziegelsteinen gesetzte hohe Einfriedungsmauer umgibt die Anlage an Viersener Straße, Lindenstraße und Klagenfurter Straße. Quadratische Backsteinpfeiler mit kapitellartigen Köpfen rahmen Wandfelder, die über einer flachen Mauer einen Bogenfries mit Gesims und einen flach geneigten, dachförmigen Abschluss tragen.
Die Friedhofsanlage besitzt eine hohe historische Authentizität und lässt ihre Anlage ab der Mitte des 19. Jh. gut erkennen.
Bedeutende Mönchengladbacher Familien fanden auf dem Friedhof ihre letzte Ruhestätte.